# William Legge, 10.º Conde de Dartmouth
William Legge, 10.º Conde de Dartmouth (nascido em 23 de setembro de 1949) é o filho e herdeiro de Gerald Legge, 9.º Conde de Dartmouth e de sua primeira esposa, Raine McCorquodale (Condesa Spencer), uma filha da romancista Dame Barbara Cartland.
William tinha um lugar dentro da Câmara dos Lordes até as reformas do Partido Trabalhista tirarem quase todos os membros hereditários.
Recentemente, ele anunciou que estava deixando o Partido Conservador em favor do Partido pela Independência do Reino Unido (UKIP), preocupado com a política de David Cameron, líder do Partido Tory. 